# اسکاز
اسکاز (روسی: сказ) به نوعی از ادبیات فولکوریک گفته می‌شود.

## اسکاز
این کلمه از skazátʹ به معنای «گفتن» آمده‌است و همچنین با کلماتی مانند rasskaz، «داستان کوتاه» و skazka، «افسانه» مرتبط است. و از گویش و زبان عامیانه استفاده می‌کند.
اسکاز نه تنها یک وسیله ادبی است، بلکه به عنوان عنصری در کمدی مونولوگ روسی نیز استفاده می‌شود. اولین بار توسط فرمالیست روسی Boris Eikhenbaum در اواخر دهه ۱۹۱۰ توصیف شده‌است.
در قرن نوزدهم، این سبک بیشتر توسط نیکولای لسکوف، مورد استفاده قرار گرفت. از طرفداران قرن بیستم می‌توان به Aleksey Remizov، میخائیل زوشچنکو، آندری پلاتونوف و ایزاک بابل اشاره کرد.